# تهویه بازیابی حرارتی
تهویه بازیابی حرارتی که همچنین به آن HRV، بازیابی حرارتی تهویهٔ مکانیکی (MVHR) گفته می‌شود، یک سیستم تهویه بازیابی انرژی است که از تجهیزاتی چون تهویه ساز بازیابی حرارتی، تبادل‌کننده حرارتی هوا، یا تبادل‌کننده حرارت هوا به هوا استفاده می‌نماید. HRV هوای تازه تأمین نموده و کنترل آب و هوایی را ارتقاء می‌دهد و در عین حال با کاهش ملزومات حرارتی باعث صرفه جویی در مصرف انرژی می‌شود. تهویه سازهای بازیابی انرژی (ERV)ها ارتباط نزدیکی با هم دارند و سطح رطوبت هوای خروجی را به هوای ورودی انتقال می‌دهند.

## مزایا
با ارتقاء بازده ساختمان‌ها بر اثر عایق سازی‌ها و تهویه هوا، هوا ناپذیری آن‌ها افزایش یافته و این طراحی سیستم‌های تهویه مناسب را به یک موضوع مهم تبدیل کرده‌است. از آنجا که تمام ساختمان‌ها به یک منبع هوای تازه نیاز دارند، نقش HRVها بارز می‌گردد. از آنجا که باز کردن یک پنجره باعث تهویه هوا نمی‌شود، رطوبت و حرارت ساختمان در زمستان از دست رفته و در تابسان زیاد می‌شود؛ که هر دو برای طراحی ساختمان‌ها نامطلوب هستند. HRV برای ساختمان هوای تازه فراهم می‌نماید و کنترل آب و هوا را به همراه صرفه جویی در مصرف انرژی میسر می‌سازد. در مقررات ساختمانی انگلیس باید در هر دو ساعت یک تغییر هوا وجود داشته باشد (0/5 ACH) با تهویهٔ extract only تزریق هوای سرد به ساختمان در طول روز ۱۲ ساعت انجام می‌شود.

## فناوری
HRVها و ERVها را می‌توان به صورت مستقل از یکدیگر به کار برد یا به سیستم‌های HVAC قبلی اضافه کرد. در یک ساختمان کوچک که هر اتاق دارای یک دیوار خروجی است تهویهٔ HRV/ERV می‌تواند کوچک باشد و تهویهٔ هر اتاق را بر عهده بگیرد. تنها ملزومات برای ساختمان عرضهٔ هوا می‌باشد. اگر با سیستم‌های HVA به کار برده شود، پس سیستم از نوع هوای اجباری (Forced Type) است.

## تبادلگر حرارتی هوا- هوا

از انواع مختلف این نوع تبادلگرها می‌توان در تجزیه HRV استفاده کرد:
تبادلگر حرارتی cross flow با حداکثر راندمان ۶۰٪
تجدید نیروی تبادلگر حرارتی صفحه عرضی با جریان مخالف
چرخ حرارتی یا تبادلگر دورانی (نیاز به موتور یا چرخ گردشی دارد)
سیستم‌های حرارتی چندگانه نازک

### هوای ورودی
هوای ورودی تبادلگر حرارتی باید دارای دمای بیش از صفر درجه سانتیگراد باشد. در این صورت رطوبت در هوای خروجی ممکن است چگالیده، منجمد شود یا مسیر هوای تبادلگر را مسدود نماید.
رسیدن به دمای مطلوب در جریان یا خروجی هوا می‌تواند با روش‌های زیر نیز حاصل گردد:
- سیرکوله‌سازی مجدد هوای خروجی در صورت نیاز
- با کابرد یک پمپ حرارتی بسیار کوچک (یک کیلووات) برای گرم کردن هوای ورودی قبل از ورود به HRV. سمت سرد این پمپ حرارتی را دو خروجی هوای گرم قرار می‌دهند.
- کاربرد یک باتری گرمایشی که از یک منبع حرارتی مثل مدار آب داغ بویلر زغالی گرمای خود را دریافت می‌نماید.

## تبادلگر حرارتی زمین- هوا

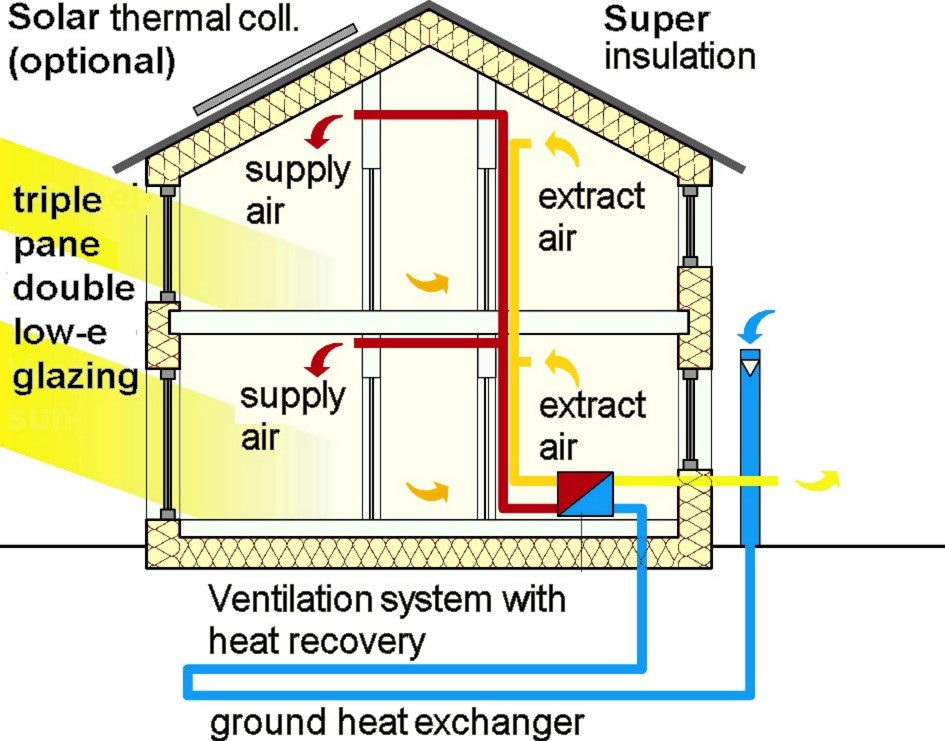

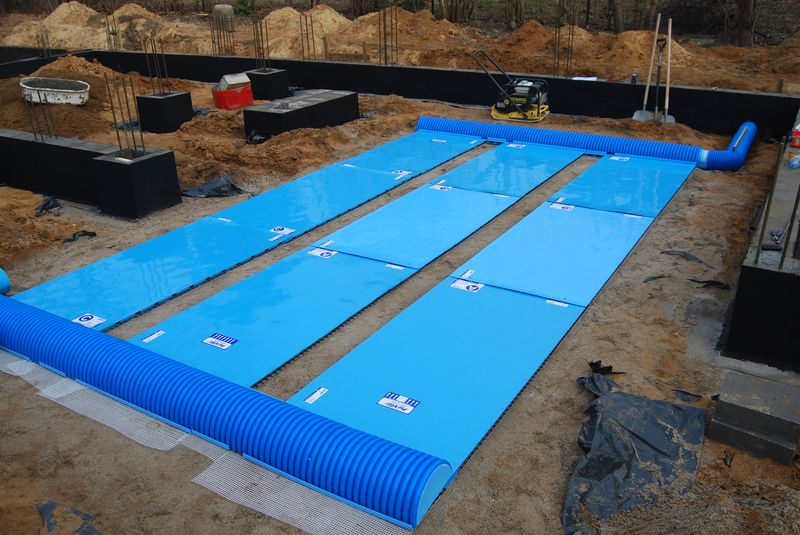

این تبادلگر با یک لولهٔ گرمایشی زمینی با طول تقریبی ۳۰ تا ۴۰ متر و قطر ۲۰ سانتیمتر در عمق ۵/۱ متری زیر زمین کار می‌کند. این یک روش رایج در آلمان و اتریش است در نواحی مرطوب که چگالش داخلی می‌تواند باعث رشد عوامل قارچی شود (در لوله) و آلودگی هوا، روش‌های جلوگیری بسیاری وجود دارد.

### کیفیت هوا

#### رادون (یک مادهٔ رادیواکتیو)
در خاک‌هایی که در زیر لایه‌های خود به صورت صخره‌ای هستند وجود رادون یک شکل جدی است. در این مکان‌ها باید لوله‌ها را در برابر هوا نفوذ ناپذیر کرد یا از تبادلگر هوا- آب استفاده کرد.

## تبادلگر حرارتی زمین – آب
این یک جایگزین برای تبادلگر حرارتی زمین- هوا است. این تبادلگر مثل یک پمپ حرارتی ژئوترسال است که به صورت افقی در خاک قرار داده می‌شود یا می‌تواند به صورت یک پایپ یا سوند عمودی باشد که عمق آن مشابه با EAHX است. طول لوله تقریباً دو برابر 35mm است یعنی ۸۰ متر بیش از EAHX. سیم پیچ تبادلگر حرارتی قبل از ورودی هوای HRV قرار داده می‌شود. معمولاً از شور آب به عنوان سیال استفاده می‌شود که سازگاری بیشتری با محیط زیست دارد و بازده آن بیشتر است. در آب و هوای گرم و حاره‌ای، یک پمپ بازگشتی حرارتی هوا- هوا، بسیار کوچک با یک تبخیرکننده در ورودی هوا قبل از تبادلگر حرارتی HRV قرار داده می‌شود و چگالنده دمای هوای خروجی را پایین می‌آورد.

## مسیر فرعی فصلی
در زمان‌های خاصی از سال، بهتر است تا HRV به EAHX تبدیل شود تا راندمان کاری افزایش یابد. برای مثال طی فصل زمستان عمقی که تبادلگر در آن قرار می‌گیرد بسیار گرمتر از دمای هوا است. هوا قبل از ورود به تبادلگر حرارتی هوا توسط خاک گرم می‌شود. در تابستان عکس این موضوع اتفاق می‌افتد در این مورد HRV می‌تواند دارای یک مسیر فرعی داخل باشد به گونه‌ای که هوا ورودی پتانسیل سرمایشی زمین را حداکثر نماید. در پایینتر و EAHX مزایای حرارتی ندارد. ممکن است هوا را بسیار سرد یا گرم نماید و بهتر است به صورت مستقیم از هوای خارجی استفاده شود. در این مورد یک مسیر فرعی باید به گونه‌ای طراحی شود که EAHX قطع شود و هوا مستقیم از محیط بیرون گرفته شود. یک سنسور تفاضلی سیال با والو (شیر) موتوری می‌تواند عمل جایگزینی مسیر را انجام دهد.